# موییو دلا چیویتلا
موییو دلا چیویتلا (به ایتالیایی: Moio della Civitella) یک کومونه در ایتالیا است که در استان سالرنو واقع شده‌است. موییو دلا چیویتلا ۱۶٫۹۴ کیلومتر مربع مساحت و ۱٬۹۲۹ نفر جمعیت دارد و ۵۱۵ متر بالاتر از سطح دریا واقع شده‌است.